# NGC 4016
NGC 4016 је спирална галаксија у сазвежђу Береникина коса која се налази на NGC листи објеката дубоког неба.
Деклинација објекта је + 27° 31' 44" а ректасцензија 11h 58m 29,0s. Привидна величина (магнитуда) објекта NGC 4016 износи 13,8 а фотографска магнитуда 14,4. NGC 4016 је још познат и под ознакама UGC 6954, MCG 5-28-63, CGCG 157-68, KUG 1155+278, ARP 305, VV 424, PGC 37687.